# Place Gagarine
La place Gagarine (Площадь Гага́рина) est une grande place de Moscou qui se trouve dans le district administratif sud-ouest et le district administratif sud sur la perspective Lénine de laquelle divergent en rayons la rue Kossyguine et la perspective du 60e anniversaire d'Octobre. Un tunnel, le tunnel Gagarine, passe sous la place pour faire passer le chemin de fer périphérique et le 3e anneau routier. Il s'agit de l'une des places les plus grandes de Russie.

## Provenance du nom
Cette place reçoit son nom le 11 avril 1968 en l'honneur du cosmonaute Youri Gagarine qui fut le premier à voler dans l'espace et qui rencontra ici le 14 avril 1961 les habitants de Moscou dans une grande manifestation de liesse. La partie septentrionale de la place s'appelait autrefois la place de la Barrière de Kalouga qui menait à cette ville par la grand-route de Kalouga. Cette barrière d'octroi a existé de 1742 à 1852.

## Histoire
Cette place est formée sur la chaussée de Kalouga avec la construction en 1742 du rempart Kamer-Kollejski (de la Chambre du Collège) autour de Moscou et qui devient en 1806 la limite policière officielle de la ville. C'est avec la barrière que se forme la place. Il n'y a pas eu de développement urbain pendant longtemps dans cette zone, le jardin Neskoutchny (Sans-Souci) se trouvait à proximité, ainsi que quelques manoir et, plus loin, le monastère Donskoï. L'endroit entre dans la municipalité de Moscou en 1806. Devant la place, se trouvaient à la fin du XIXe siècle des faubourgs (celui de la sloboda Jivodiornaïa entre dans les limites de Moscou en 1866)): la sloboda autour du monastère Saint-André (Andreïevski) et celle autour de l'hospice Saint-André. le ravin de la rivière Krovianka s'étend plus loin. « La Barrière de Kalouga n'est pas très animée. Comme la Barrière de Serpoukhov et quelques autres, elle est assez éloignée des habitations de Moscou. ».

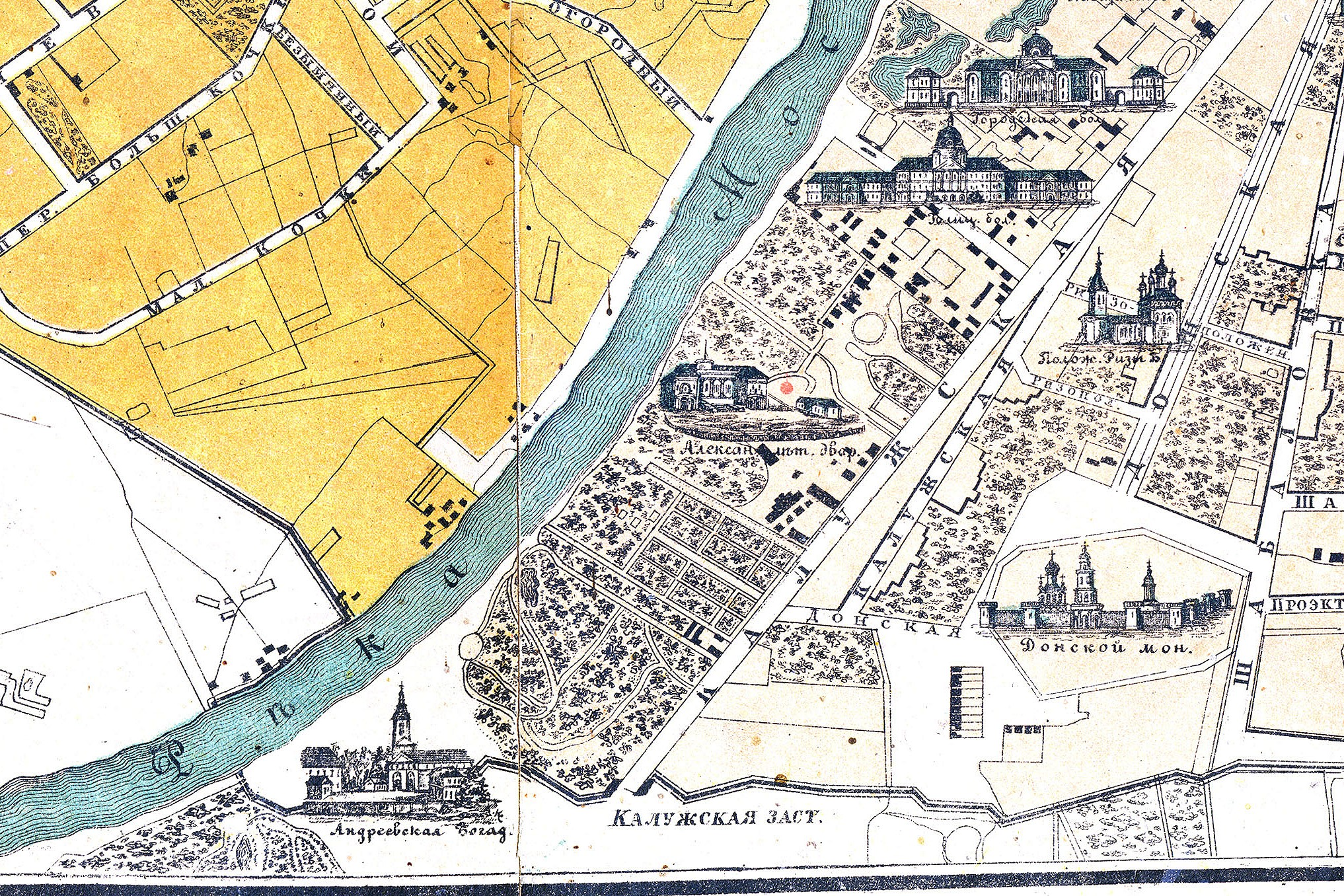
Le quartier de la Barrière de Kalouga (plan de Moscou de 1878 par Kassatkine).

Néanmoins, un tramway à vapeur traverse à partir de 1891 la place de la Barrière de Kalouga depuis le centre du tramway à chevaux, puis un tramway à vapeur traverse la place jusqu'au Mont des Moineaux, où se trouvent alors des datchas et des lieux de repos pour les citadins. En 1909, un tramway électrique est lancé sur la place.
En 1908, le chemin de fer circulaire de Moscou (qui fait maintenant partie de la ligne centrale de Moscou) passe le long du ravin du sud de la place; les marchandises étaient transportées par des trains de marchandises jusqu'à la fin du XXe siècle. Une fois la construction terminée, le chemin de fer circulaire est devenu la frontière officielle de Moscou. La ligne de tramway qui traverse la Barrière de Kalouga cesse de fonctionner en 1936 sur toute la grand-route de Kalouga Il est remplacé par des lignes de trolleybus et d'autobus.
Au début des années 1940, l'on commence à construire sur le côté septentrional de la place deux immeubles d'habitation avec tours, formant une entrée d'honneur pour la ville de Moscou. Cet ensemble architectural n'est terminé à cause de la guerre qu'en 1950. Les immeubles ont été construits par des détenus et prisonniers.
En 1957, dans le cadre de la construction massive de logements dans le district administratif sud-ouest et de la formation de la perspective Lénine sur la base de l'ancienne grand-route de Kalouga, un nouveau viaduc est construit sur la voie ferrée périphérique. C'est ainsi qu'au sud de la place de la Barrière de Kalouga se dessine une nouvelle place qui plus tard réunit l'ancienne et la nouvelle.
« La nouvelle place, qui n'a pas encore de nom établi par le conseil municipal de Moscou, s'appelle pour l'instant encore la place des trois autoroutes, car, en plus de la perspective Lénine allant vers le sud à partir du milieu, il y a la route de Tchermouchki à gauche vers le sud-est et, à droite, il y a la chaussée Vorobiovskoïe (du Mont des Moineaux), partant vers le sud-ouest ».
À partir de 1958, la place se bâtit de tous les côtés et en 1962 un carrefour routier à deux niveaux est construit (rénové en 2001).
En 1966, un grand centre commercial se forme sur la place et les grandes voiess adjacentes, avec l'ouverture de plusieurs grands magasins d'État: La Maison de la chaussure, La Maison du tissu, La Maison de la porcelaine, le magasin Mille petites choses.

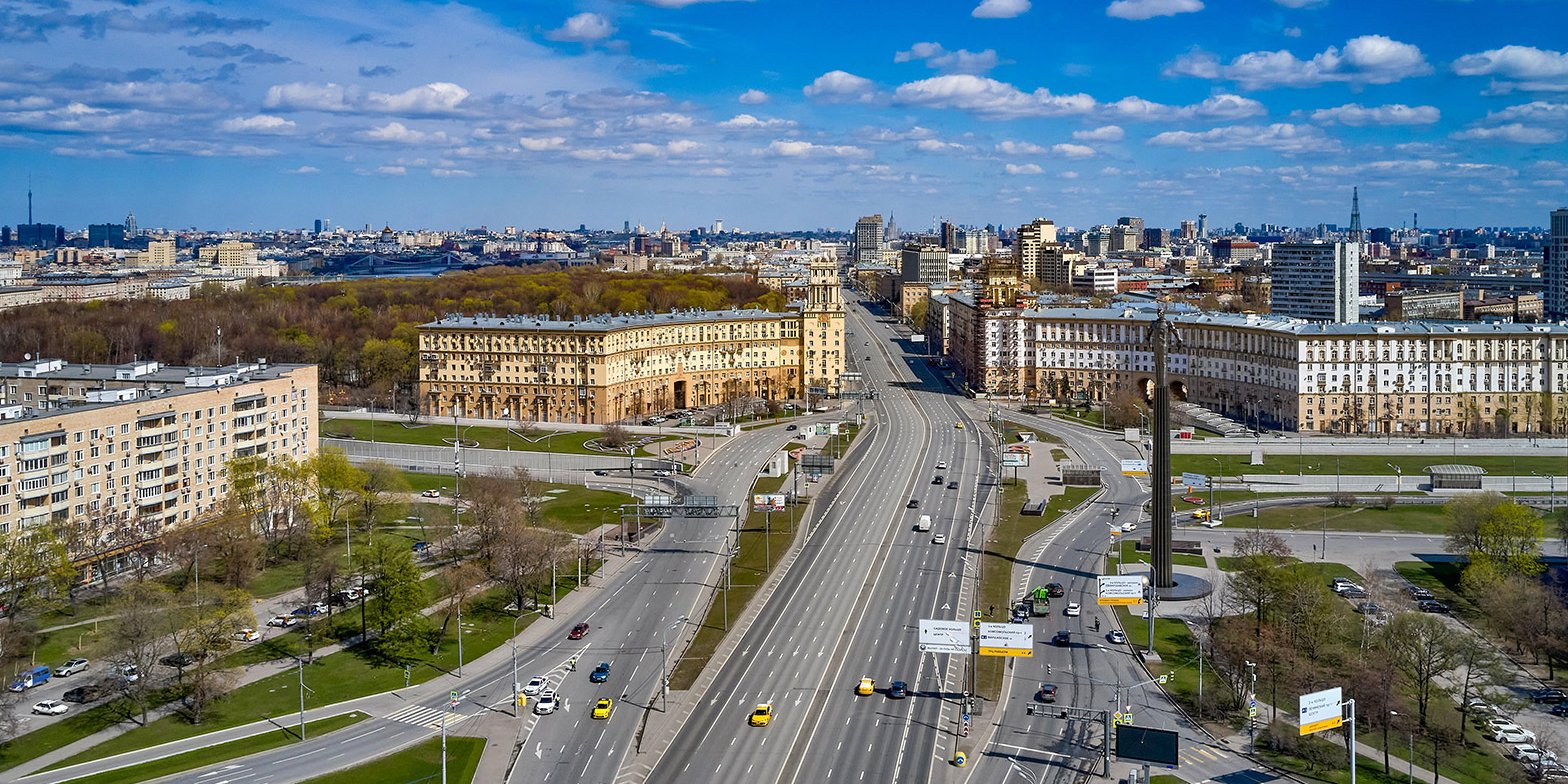
Vue de la place Gagarine vers le centre-ville.

Le monument de Gagarine mesurant 42 mètres de hauteur est inauguré en 1980. Il est fait en alliage de titane.
Le tunnel Gagarine qui passe sous la place est construit en 2001 en lien avec la construction du troisième anneau routier de Moscou et la gare souterraine Plochtchad Gagarina (Place Gagarine) desservie par le petit anneau de chemin de fer périphérique est inaugurée en 2016, ainsi que l'ouverture du trafic passagers des trains électriques de l'anneau central de Moscou.

## Édifices formant l'ensemble architectural de la place
Les édifices commencent leur numérotation à partir de la perspective Lénine.
- № 37 et sa prolongation № 37а: immeuble d'habitation de 7 étages avec une tour de 13 étages, formant une entrée d'honneur dans la ville (1940-1950, projet des architectes Evgueni Levinson et Igor Fomine)
- № 30: immeuble d'habitation de 7 étages supérieurs et un rdc avec une tour de 13 étages, formant une entrée d'honneur dans la ville (1946-1950, selon le projet de Levinson et Fomine, réalisé après la guerre par Arkadi Arkine)
- № 32 et 39: immeubles d'habitation (1956-1957, architectes L.N. Pavlov, L.Iou Gontchar et I.A. Iadrov), dans lequel se trouvaient le grand magasin d'alimentation Spoutnik et le magasin Mille petites choses.
- № 34 et 41: immeubles d'habitation de forme trapézoïdale (1956-1957, architectes: G.Ia. Tchaltykian, I.A. Katkov et S.M. Markovski), où se trouvaient les magasins La Maison des chaussures et La Maison des tissus.
- № 32а: Édifice du présidium de l'Académie des sciences de Russie (1974-1990, architecte: Iouri Platonov)

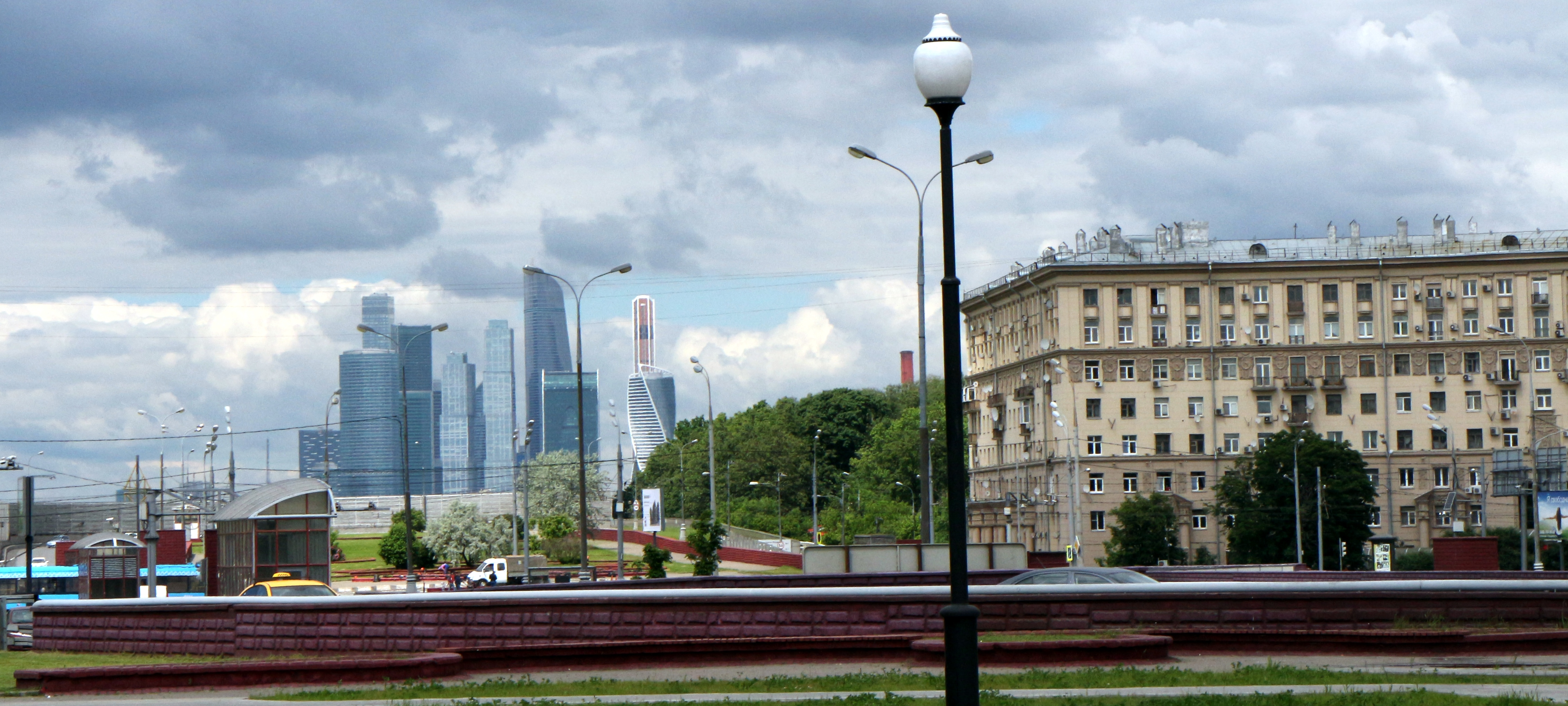
La place Gagarine en 2017.

## La place dans la littérature
Alexandre Soljénitsyne écrit: « L'immeuble a été construit en demi-cercle sur l'avant-poste de Kalouga, avec deux ailes : l'une le long de la grand-route de Kalouga, l'autre le long du quartier. Tout a été fait sur sept étages supérieurs, et une tour de quinze étages avec un solarium sur le toit et avec une sculpture de kolkhozienne d'une douzaine de mètres de haut. L'immeuble était encore dans les échaffaudages du côté de la rue et de la place la maçonnerie n'était même pas finie. Cependant, cédant à l'impatience du commanditaire (la Sûreté de l'État), le bureau de construction s'empressa de bâtir la deuxième partie du côté du quartier, c'est-à-dire un escalier avec des appartements adjacents. ».

## Monument
- Monument de Gagarine (1980, sculpteur P.I. Bondarenko, architectes Iakov Belopolski et F.M. Gajevski, constructeur A.F. Soudakov)[8].

## Transport
Près de la place, se trouvent la station du métro de Moscou Leninski prospekt et la gare du chemin de fer périphérique Plochtchad Gagarina.
Plusieurs lignes d'autobus traversent la place: M1, M4, T7, T7k, N11, 111, 144, 144k, 196 et 553.

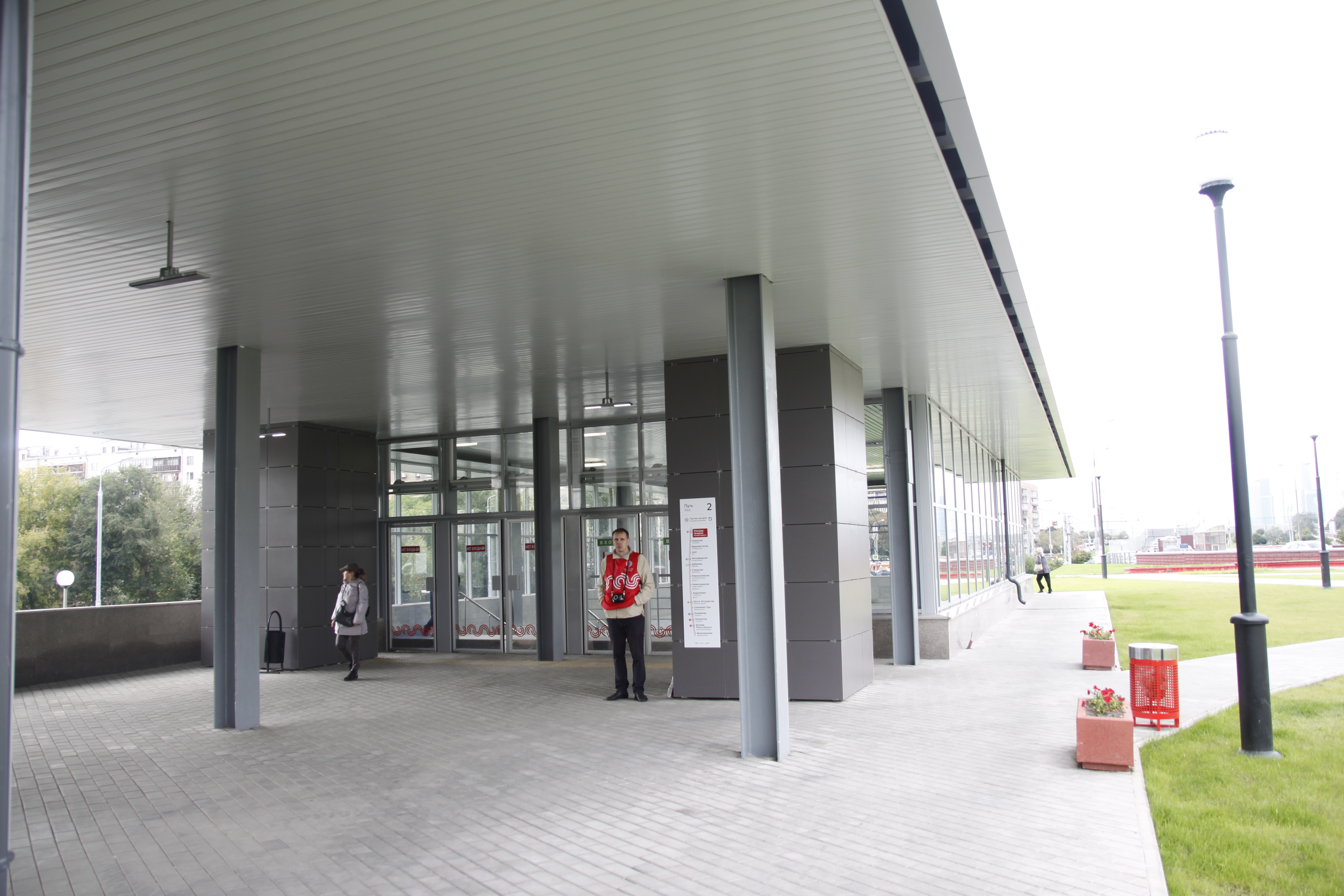
Entrée de la gare Plochtchad Gagarina.
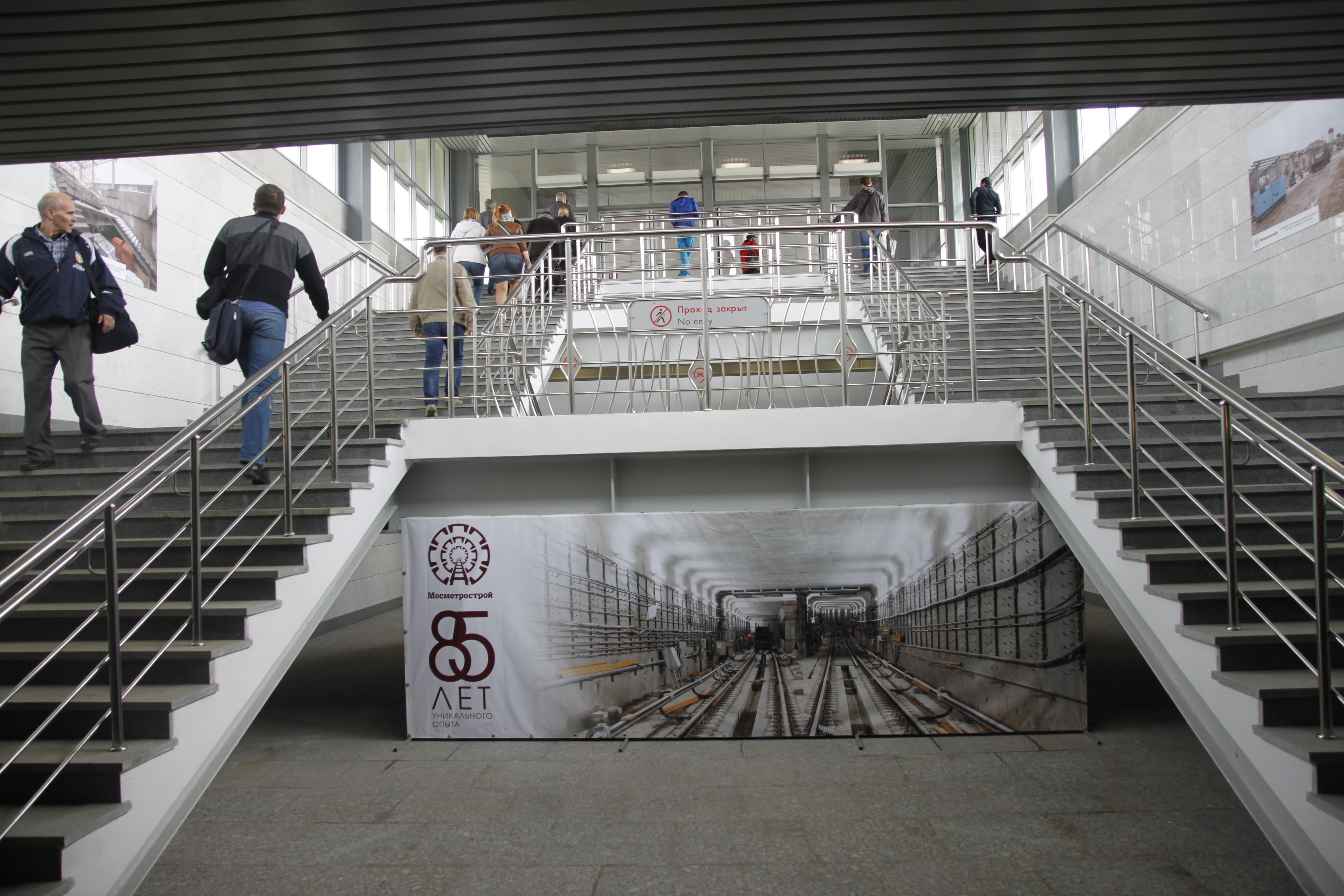
Escalier de la gare Plochtchad Gagarina.
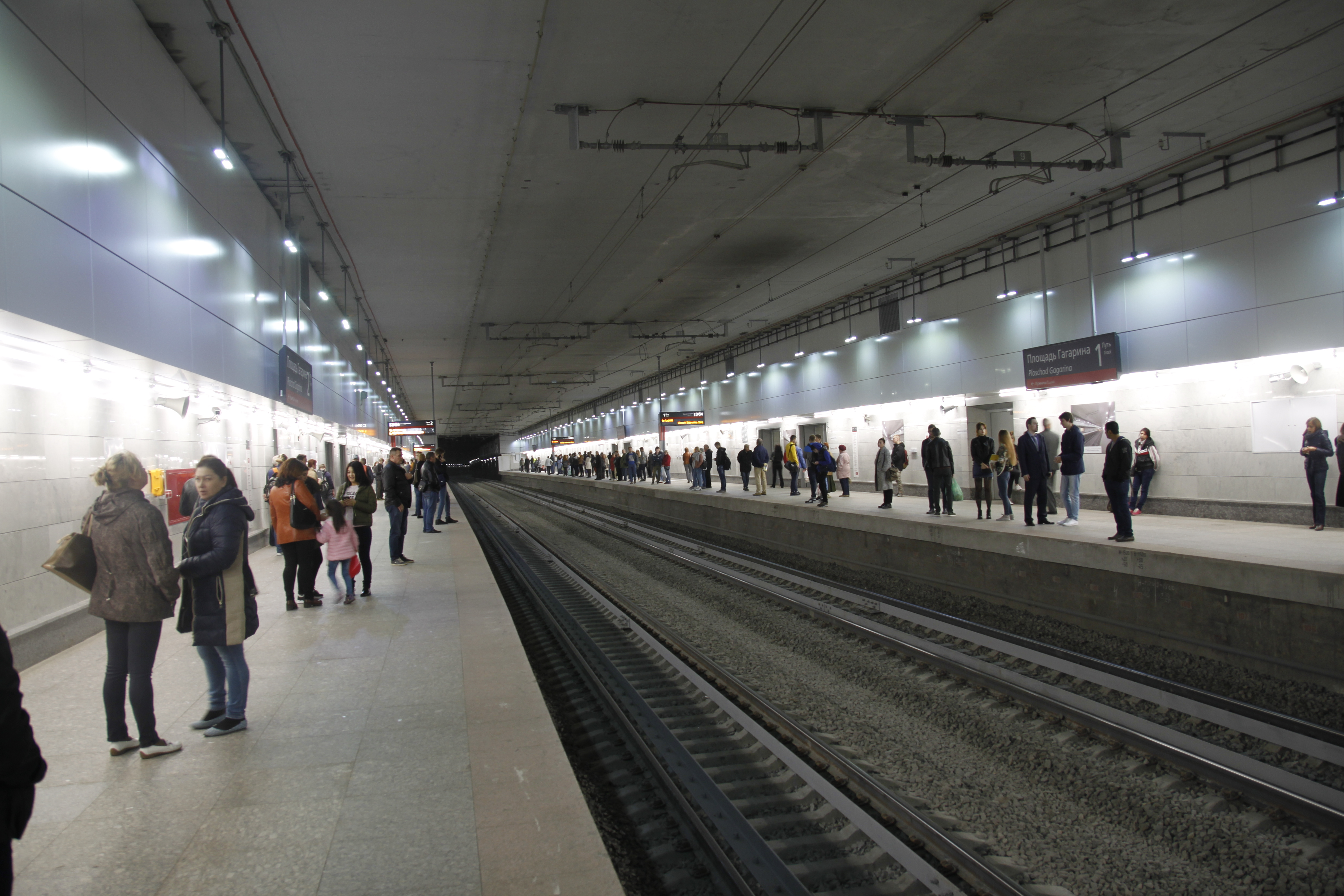
Quai Plochtchad Gagarina.
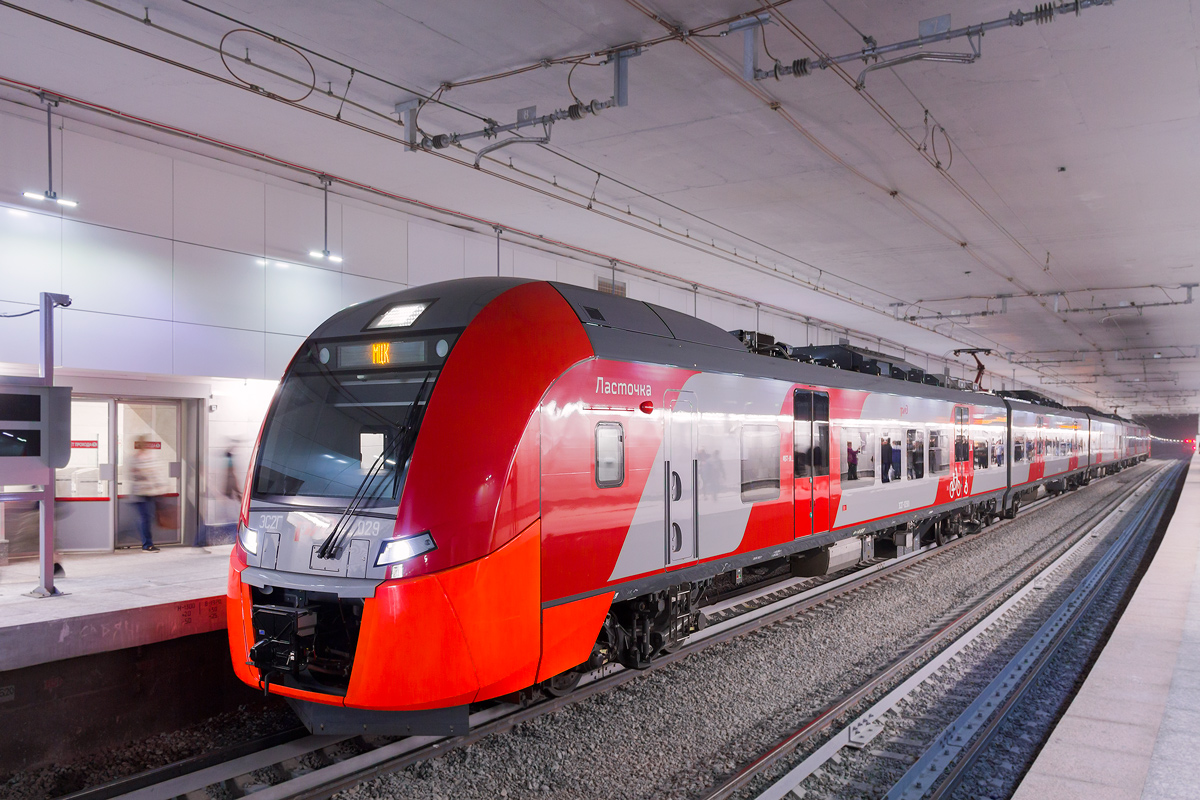
Train à Plochtchad Gagarina.

## Galerie

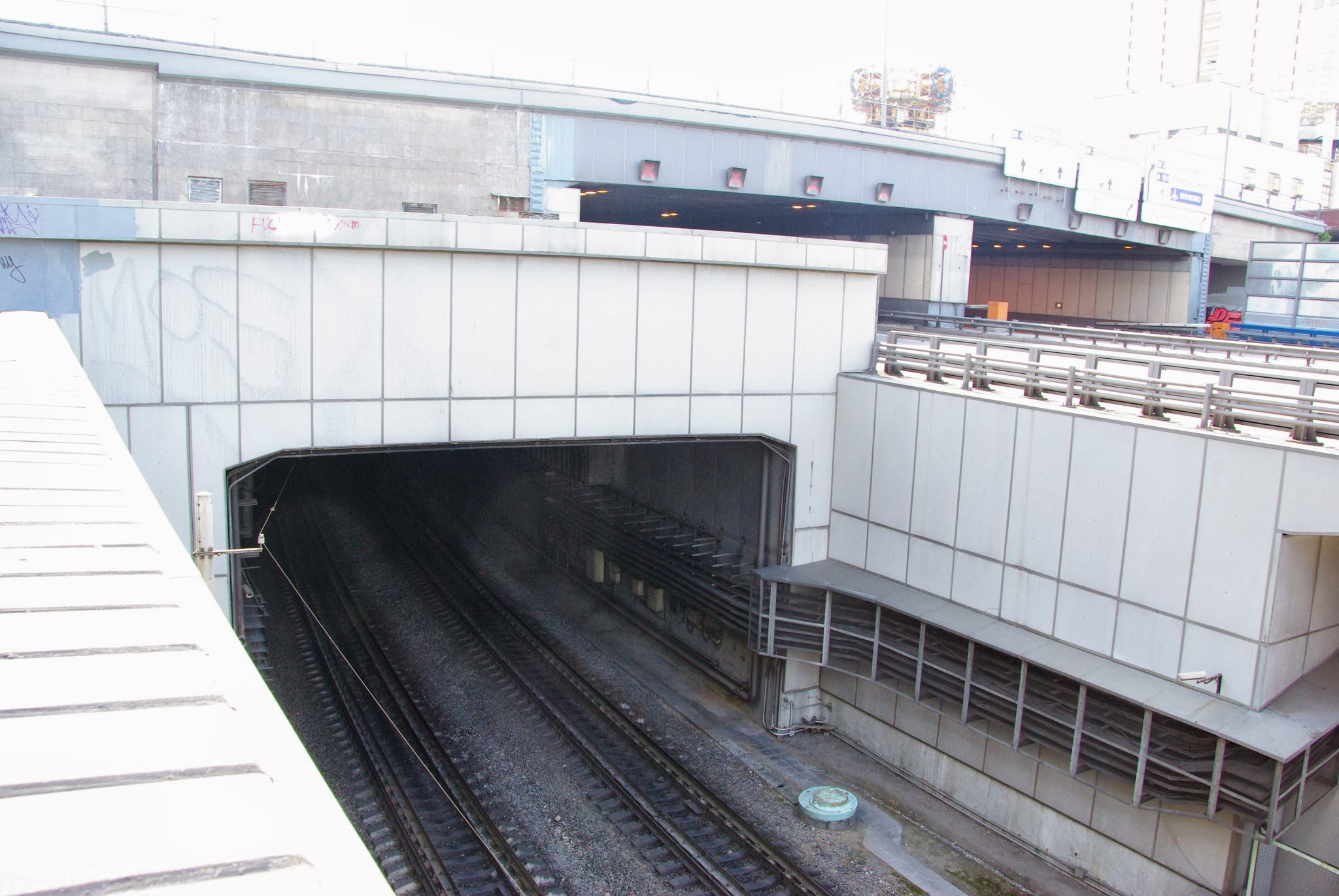
Le tunnel Gagarine.
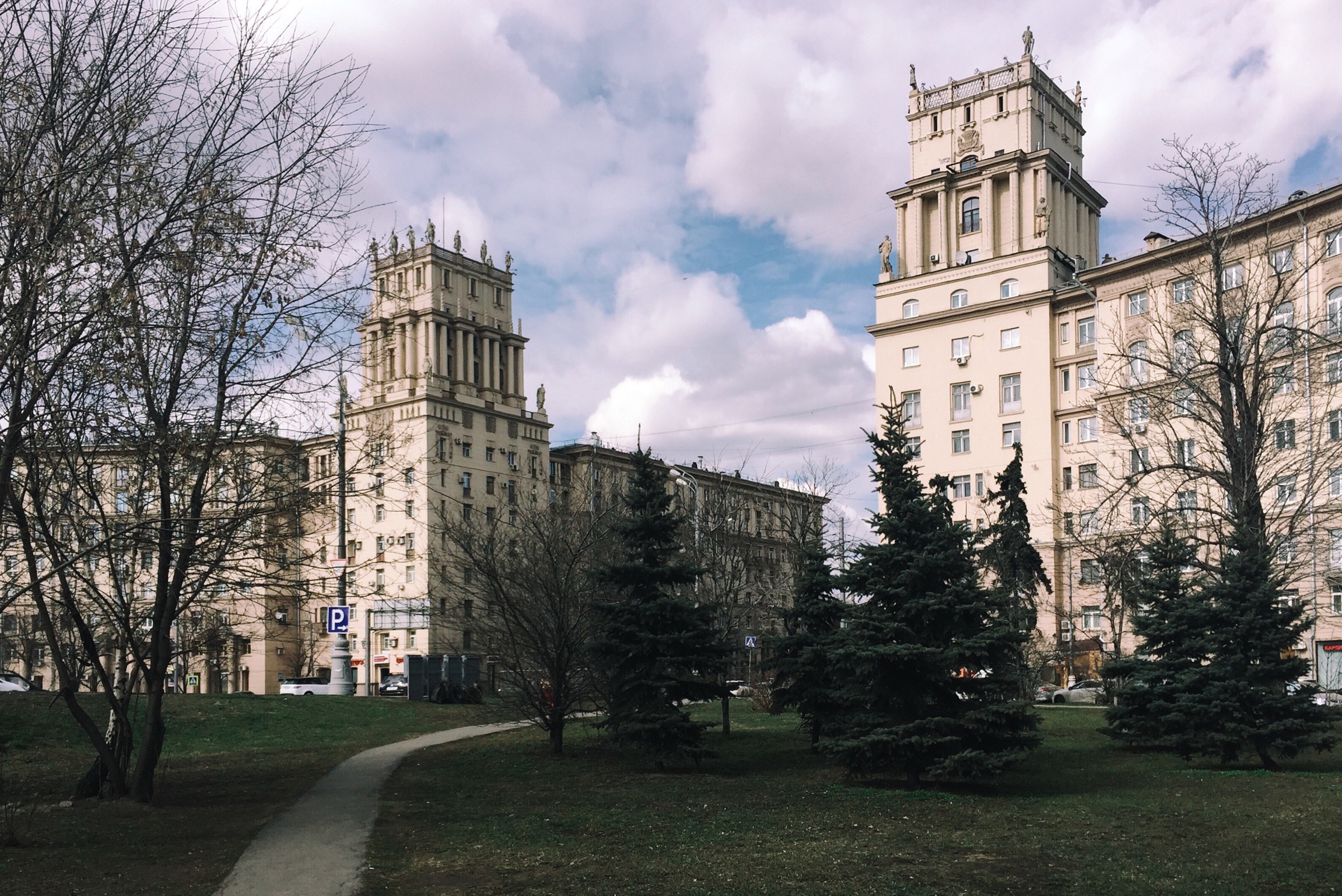
Numéros 30 et 37, les tours jumelles.
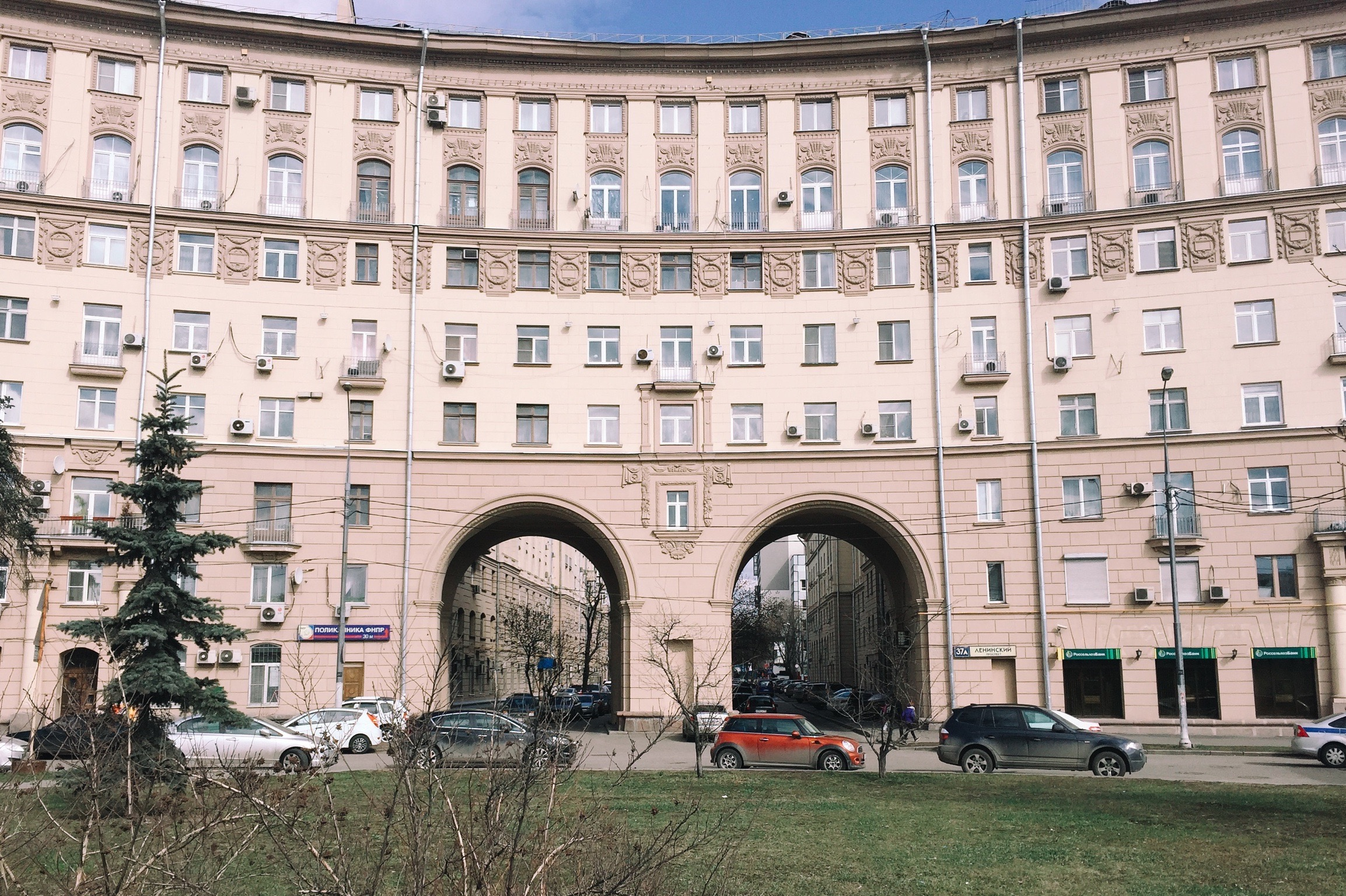
N° 37 perspective Lénine, donnant sur la place.
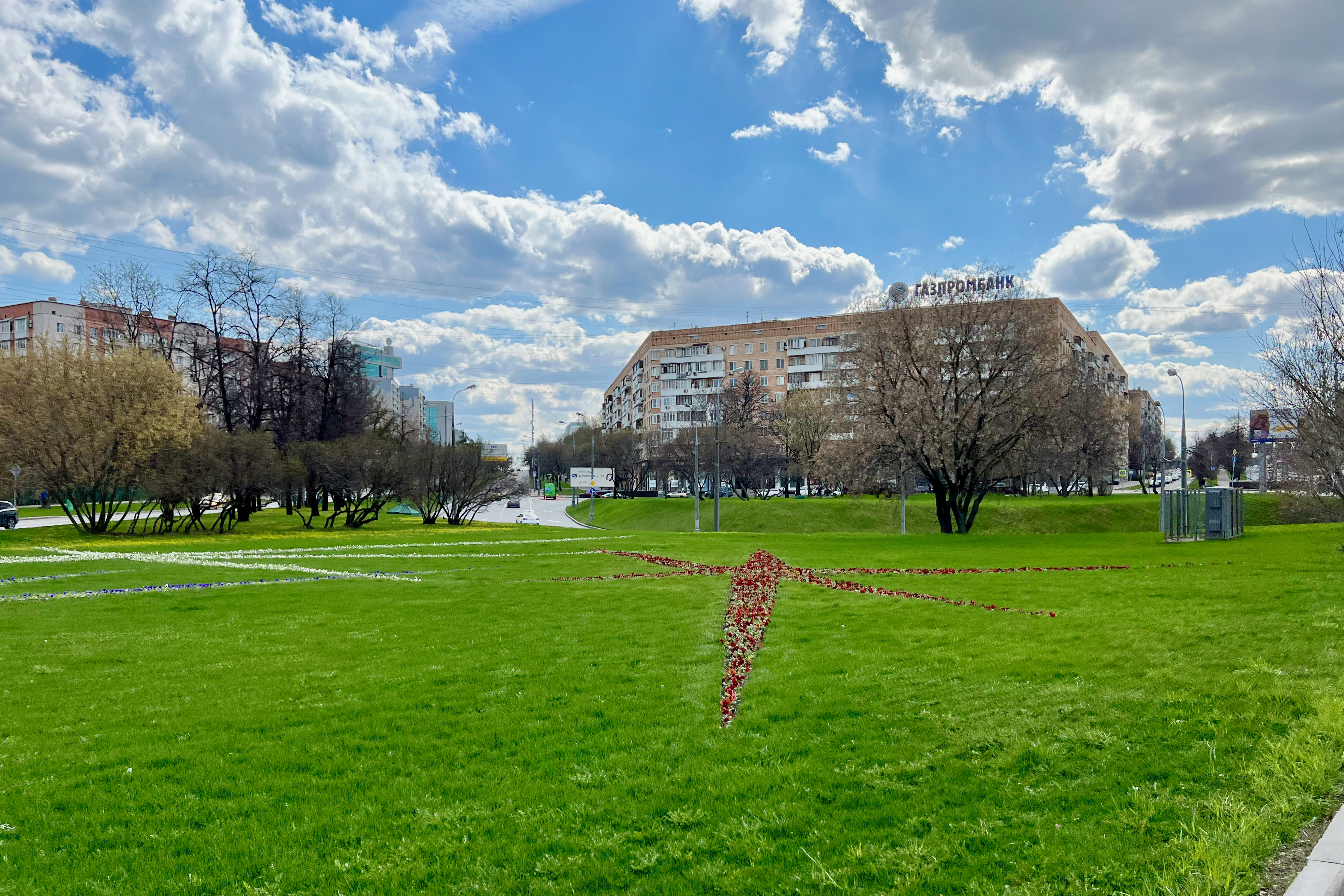
Square de la place, au-dessus du tunnel.